# Aidi (hond)
De Aidi of Atlashond is een hondenras. Hij is afkomstig uit Marokko en samen met de sloughi het enige internationaal erkende Marokkaanse hondenras.
Deze robuuste en krachtige waakhond wordt in het Atlasgebergte als kuddebeschermhond ingezet. Hij waakt hier niet alleen over de kuddes, maar ook over de herders. Zijn dikke vacht beschermt hem tegen de extreme weersomstandigheden (hete dagen en ijskoude nachten in de winter), maar ook in gevechten met wolven. Samen met de sloughi wordt hij gebruikt bij de jacht om het dier op te jagen.
De nomaden in de Atlas hebben bij het fokken van dit ras minder op het uiterlijk gelet, maar meer op de inzetbaarheid van de honden voor het dagelijkse werk in de klimatologische omstandigheden van het gebergte. De kleur van de vacht is variabel.
De aidi bereikt een schofthooge van 50 - 60 cm. Hij heeft halfhangende oren.
Affenpinscher ·
Aidi ·
Anatolische herder ·
Appenzeller sennenhond ·
Argentijnse dog ·
Berner sennenhond ·
Bordeauxdog ·
Boxer ·
Broholmer ·
Bullmastiff ·
Ca de Bou ·
Cane corso ·
Cão da Serra da Estrela ·
Cão de Castro Laboreiro ·
Centraal-Aziatische owcharka ·
Cimarrón Uruguayo ·
Ciobanesc Romanesc de Bucovina ·
Deens-Zweedse boerderijhond ·
Dobermann ·
Dogo Canario ·
Duitse dog ·
Duitse pinscher ·
Dwergpinscher ·
Dwergschnauzer ·
Engelse buldog ·
Entlebucher sennenhond ·
Fila brasileiro ·
Grote Zwitserse sennenhond ·
Hollandse smoushond ·
Hovawart ·
Kaukasische owcharka ·
Kraški ovčar ·
Landseer ECT ·
Leonberger ·
Mastiff ·
Mastín del Pirineo ·
Mastín español ·
Mastino napoletano ·
Middenslagschnauzer ·
Newfoundlander ·
Oostenrijkse pinscher ·
Pyrenese berghond ·
Rafeiro do Alentejo ·
Riesenschnauzer ·
Rottweiler ·
Šarplaninac ·
Shar-pei ·
Sint-bernard ·
Tibetaanse mastiff ·
Tornjak ·
Tosa ·
Zwarte Russische terriër